# Оханськ
Оха́нськ (рос. Оханск) — місто в Росії, адміністративний центр Оханського району Пермського краю. Має статус міського поселення.

## Географія
Місто знаходиться на правому березі річки Ками. Відстань по Камі до Пермі становить 126 км. Через Оханськ проходить старовинний тракт Казань — Перм з поромна переправа через Каму, відстань до міста Перм 66 км. Відстань до найближчої залізничної станції Нитва 35 км.

## Історія

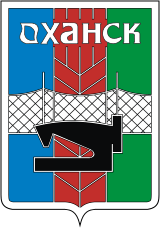
Герб (1980)

Заснування Оханська пов'язано з освоєнням прикамських земель Строгановами. У 1597 році Строганови отримують землі вниз по Камі до гирла річки Ошап. Тут кращими виявилися місця по річці Очер, правому притоку Ками: багато лісів та води, пройма річки широка і відкрита. Одним з перших селищ на території сучасного району є Острожка, заснована Строгановими в 1597 році для закріплення своїх володінь. У наступні роки через неї йде розселення російського народу. Виникають населені пункти.
У 1650 році за указом Велико-Пермської єпархії поруч з цим селищем Строганова відбудовують монастир «Богородицька пустель на Охані».
У літературі є твердження, що Оханськ як російське село виникло в 1663 році, але підтвердження цьому теж немає.
В 1775 році через Оханськ проходить Казанський тракт, і переправа через річку Каму починає грати дуже важливу роль. У 1775 році, згідно з указом імператриці, село Оханськ стає волосним центром.
Як повітове місто Оханськ отримує в 1783 рік свій герб. Містяни займалися землеробством, скотарством, бджільництвом, полюванням та рибальством.

## Економіка
Провідне промислове підприємство міста і району — Оханська швейна фабрика, що спеціалізується на пошитті чоловічих сорочок. Освоюється також пошиття шкіряних курток, жіночих халатів.
Хлібокомбінат обслуговує населення як міста, так і району.
Оханський лісгосп займається вивезенням деревини, виробництвом пиломатеріалів.
Частина населення міста і сьогодні зайнята в сільському господарстві.